# Martin Woker
Martin Woker (* 24. Juni 1953 in Zürich) ist ein Schweizer Ethnologe und Journalist. Von 2009 bis 2013 leitete er das Auslandressort der Neuen Zürcher Zeitung (NZZ).

## Leben
Woker wuchs in Küsnacht, Zürich und Wetzikon auf und absolvierte nach einer Ausbildung zum Primarlehrer und anschliessender kurzer Reallehrtätigkeit verschiedene Sprachaufenthalte in Genf und in den Vereinigten Staaten. Neben dem folgenden Studium der Ethnologie an der Universität Zürich war er ab 1978 als freier Journalist unter anderem für Radio DRS und das Tages-Anzeiger-Magazin tätig. Nachdem er ab 1984 als IKRK-Delegierter an verschiedenen Missionen in Thailand, Kambodscha, Namibia, Libanon und Palästina teilgenommen hatte, trat er im Herbst 1990 in die NZZ-Auslandredaktion ein und war dort für den Nahen Osten und die Türkei verantwortlich. Diese Tätigkeit unterbrach er für zwei Jahre für einen Wechsel zu NZZ Folio. Von 2001 bis 2009 war er Korrespondent für Südosteuropa und berichtete von Zagreb aus. Von Mitte 2009 bis Ende Juni 2013 leitete er die NZZ-Auslandredaktion. Ab Sommer 2013 war er für die NZZ Korrespondent für Reportagen mit Sitz in Zürich, im Juli 2016 trat er in den Ruhestand.